# Blanche Parry

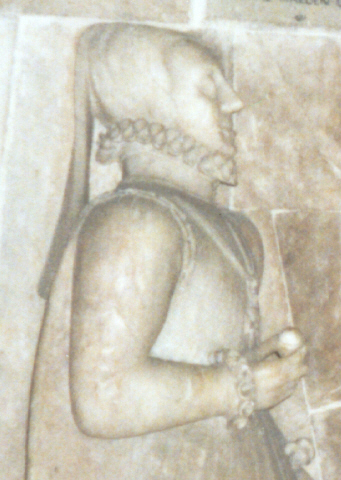
Blanche Parrys minnestavla i kyrkan i Bacton.

Blanche Parry, född 1507, död den 12 februari 1590, var en av Elisabet I:s närmaste hovdamer, med titlarna  Chief Gentlewoman of Queen Elizabeth’s most honourable Privy Chamber och Keeper of Her Majesty’s jewels.

## Biografi
Blanche Parry hette egentligen Blanche ap Harry, då hon använde sig av en walesisk namnform för att visa att hennes fars namn var Harry. Hennes namn anglifierades dock till Parry, eller Apharrie. Blanche kom från en walesisk lantadelsfamilj, men hon föddes i Bacton i Herefordshire. Hennes far var sheriff av Herefordshire, och släkt med familjen Herbert som innehade titeln Earl av Pembroke. Blanche talade både walesiska och engelska, och det var troligen hon som väckte Elisabets intresse för att lära sig walesiska.
Blanche Parry anlände till det kungliga hovet tillsammans med sin faster Lady Troy som var första guvernant Lady Mistress åt Edvard VI och Elisabet I när de var barn. Blanche Parry skrev själv texten till sin minnestavla att hon varit drottningens tjänare sedan Elisabet var en baby. Blanche var också med henne under de svåra år under Blodiga Marias regering då Elisabet bland annat spärrades in i Towern. 
Efter Elisabets trontillträde blev Blanche en av drottningens främsta hovdamer, och efter Kat Ashleys död år 1565 utnämndes hon till Chief Gentlewoman of the Privy Chamber. Detta innebar att hon blev mycket inflytelserik då det i denna tid av nepotism var av yttersta vikt att äga tillträde till drottningens person. Hennes inflytande erkändes till exempel av den mäktige William Cecil. Blanche Parry avled år 1590 och begravdes i Westminster Abbey.